# Климович, Егор Сергеевич
Егор Сергеевич Климович (род. 14 мая 2005, Новосибирск) — российский хоккеист, нападающий.

## Биография
Сын хоккеиста Сергея Климовича. Трое из четырёх остальных братьев (Иван, Никита, Фёдор) также хоккеисты.
Играл в хоккейных школах «Белгород» (2013—2014), «Бобров» (2014—2015), затем — в «Сибири». С сезона 2022/23 — игрок команды МХЛ «Сибирские снайперы». 4 сентября 2023 года дебютировал в КХЛ в гостевом матче «Сибири» с «Барысом» (5:4 ОТ).

## Статистика выступлений
| Легенда | Легенда                    | Легенда | Легенда                   | Легенда | Легенда    |
| ------- | -------------------------- | ------- | ------------------------- | ------- | ---------- |
| И       | Количество проведённых игр | Штр     | Штрафное время            | +/−     | Плюс-минус |
| Г       | Голы                       | П       | Голевые передачи          | О       | Очки       |
| -       | Статистика неизвестна      | —       | Статистика не учитывалась |         |            |